# Premio Nacional de Calidad de la Vivienda de España
El premio Nacional de Calidad de la Vivienda es un premio que se concede en España, otorgado por el Ministerio de Vivienda desde 2004, en dos vertientes: para viviendas de Promoción Pública y para viviendas de promoción privada. En 2009 pasa a llamarse Premio Nacional de Vivienda. 

## Galardonados
- 2004: Promoción pública: María José Pizarro y Óscar Rueda
- 2004: Promoción privada: Francisco Lacruz y Alejandro San Felipe[2]
- 2006: Promoción pública: Jaume Coll y Judith Leclerc[3]
- 2006: Promoción privada: Junquera Arquitectos SL, Jerónimo Junquera y Liliana Obal
- 2009: Fernando Ramón Moliner[4]
- 2010: Patronato Municipal de Vivienda de Barcelona[5]